# Sternarchorhynchus axelrodi
Sternarchorhynchus axelrodi és una espècie de peix pertanyent a la família dels apteronòtids.

## Descripció
- Pot arribar a fer 60 cm de llargària màxima.
- 200-217 radis a l'aleta anal.[4][5]

## Alimentació
Menja insectes i d'altres invertebrats aquàtics.

## Hàbitat
És un peix d'aigua dolça, bentopelàgic i de clima tropical.

## Distribució geogràfica
Es troba a Sud-amèrica: el Brasil, incloent-hi la conca del riu Amazones i el riu Tocantins.

## Observacions
És inofensiu per als humans.